# Verna Bloom
Verna Bloom (Lynn, Massachusetts, 1938. augusztus 27. – Bar Harbor, Maine, 2019. január 9.) amerikai színésznő.

## Filmjei

### Mozifilmek
- Medium Cool (1969)
- Children's Games (1969)
- A bérmunkás (The Hired Hand) (1971)
- Fennsíkok csavargója (High Plains Drifter) (1973)
- Szolgálaton kívül (Badge 373) (1973)
- Party zóna (Animal House) (1978)
- Lebujzenész (Honkytonk Man) (1982)
- Natty Gann utazása (The Journey of Natty Gann) (1985)
- Lidérces órák (After Hours) (1985)
- Krisztus utolsó megkísértése (The Last Temptation of Christ) (1988)

### Tv-filmek
- Particular Men (1972)
- Where Have All the People Gone (1974)
- Sarah T. - Portrait of a Teenage Alcoholic (1975)
- Contract on Cherry Street (1977)
- Playing for Time (1980)
- Rivkin: Bounty Hunter (1981)
- Promises to Keep (1985)

### Tv-sorozatok
- NBC Experiment in Television (1967, egy epizódban)
- N.Y.P.D. (1967, egy epizódban)
- Directions (1968, egy epizódban)
- Bonanza (1969, egy epizódban)
- Doc Elliot (1973, egy epizódban)
- Police Story (1973, 1976, két epizódban)
- The Blue Knight (1975, egy epizódban)
- Kojak (1976, egy epizódban)
- Visions (1977, egy epizódban)
- Lou Grant (1977, egy epizódban)
- Gibbsville (1977, egy epizódban)
- Cagney & Lacey (1987, egy epizódban)
- The Equalizer (1988–1989, két epizódban)
- Quinn doktornő (Dr. Quinn, Medicine Woman) (1993, egy epizódban)
- Az elnök emberei (The West Wing) (2003, egy epizódban)